# Synagoga Adath Shalom
Synagoga Adath Shalom je synagoga v 15. obvodu v Paříži v ulici Rue Georges-Bernard-Shaw č. 8. Židovská obec byla založena v roce 1989 jako konzervativní.

## Historie
Židovská obec vznikla v roce 1989 a byla pojmenována Adath Shalom, což znamená „shromáždění míru“. V roce 1991 se jejím rabínem stal Rivon Krygier. Tato komunita se identifikuje se směrem Masorti, který praktikuje evoluční judaismus. Muži a ženy jsou si rovni a komunita je zapojena do mezináboženského dialogu se skupinou Vivre Ensemble v 15. pařížském obvodu.
V roce 2008 měla synagoga Adath Shalom více než 300 příslušníků, což z ní činí největší komunitu Masorti ve Francii.